# Дерон Куїнт
Дерон Куїнт (англ. Deron Quint; 12 березня 1976, м. Дарем, США) — американський хокеїст, захисник.
Виступав за «Сієтл Тандербердс» (ЗХЛ), «Спрингфілд Фалконс» (АХЛ), «Вінніпег Джетс», «Фінікс Койотс», «Нью-Джерсі Девілс», «Сірак'юс Кранч» (АХЛ), «Колумбус Блю-Джекетс», «Чикаго Блекгокс», ХК «Больцано», ХК «Клотен», «Айсберен Берлін», «Нью-Йорк Айлендерс», «Нафтохімік» (Нижньокамськ), «Спартак» Москва, ЦСКА Москва, «Трактор» (Челябінськ), «Ред Булл» (Мюнхен).
В чемпіонатах НХЛ — 463 матчі (46+97), у турнірах Кубка Стенлі — 7 матчів (0+2).
У складі національної збірної США учасник чемпіонату світу 2001. У складі молодіжної збірної США учасник чемпіонатів світу 1994 і 1995.
Досягнення
- Чемпіон Німеччини (2006, 2008, 2009, 2017).